# Павловния войлочная
Павло́вния во́йлочная, или Импера́торское де́рево (лат. Paulównia tomentósa) — вид растений рода Павловния (Paulownia) семейства Павловниевые (Paulowniaceae).
Филипп Зибольд и Йозеф Цуккарини дали растению название по отчеству дочери императора Павла I Анны Павловны: назвать род Anna они не могли, поскольку такой род уже существовал, а отчество они приняли за второе имя.

## Описание
Дерево высотой 15—20 м, иногда до 25 м и диаметром 0,6 м, иногда до 1 м. Крона раскидистая, округлая или яйцевидная.

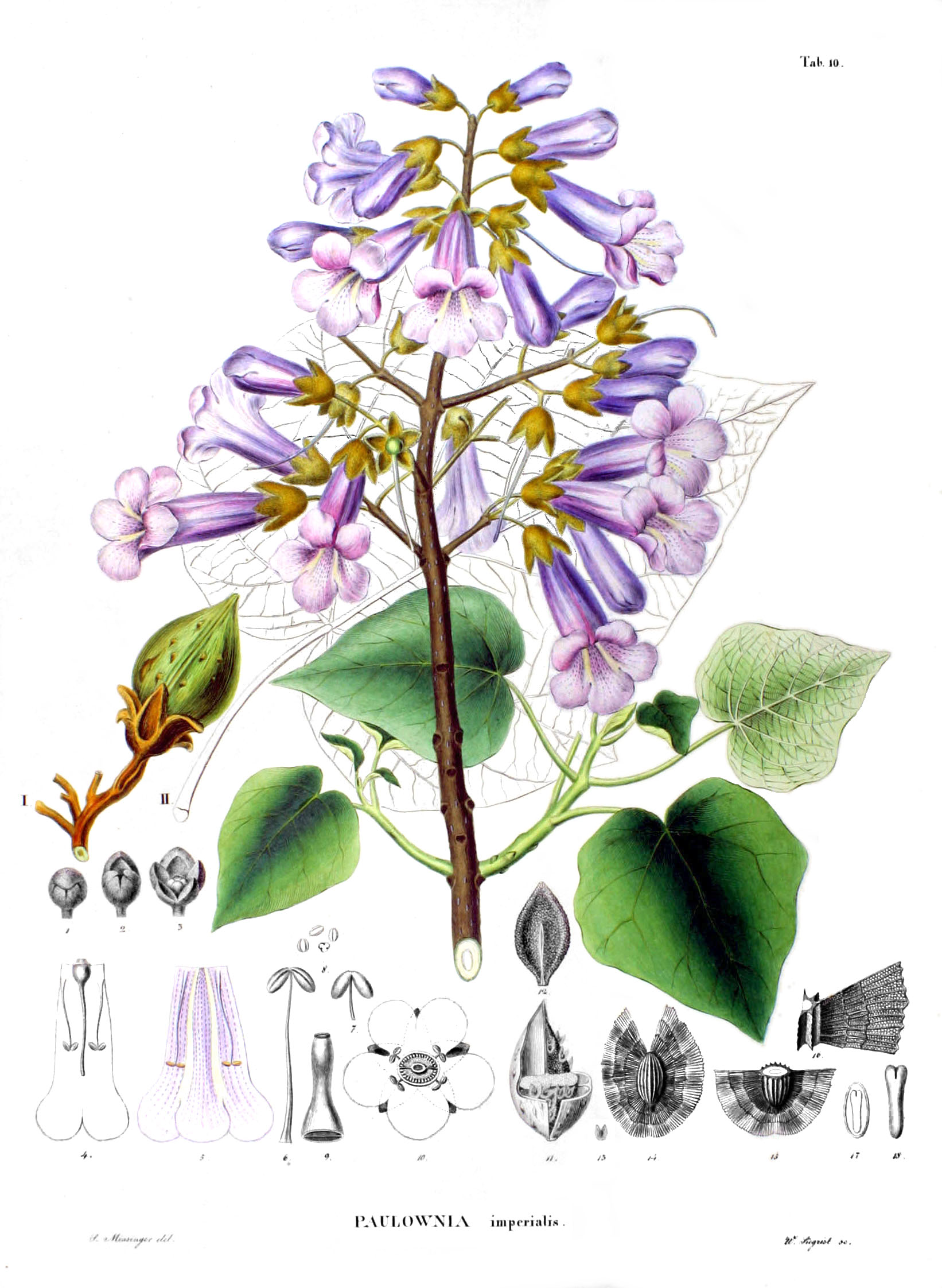
. Ботаническая иллюстрация из книги Зибольда и Цуккарини Flora Japonica, 1870

Листья крупные до 20—30 см длиной, а у сильно растущих даже до 50 см, сверху опушённые, снизу войлочные, широко-яйцевидной или сердцевидной формы, верхушка заострённая, край гладкий, редко слабо 3-лопастные; распускаются поздно и поздно опадают.
Соцветия метельчатые до 30 см длиной. Цветки душистые, бледно-фиолетовые, до 6 см в диаметре. В конце лета закладываются бутоны, перезимовывают и распускаются весной, до или во время развертывания листьев.
Плод — широкояйцевидная коробочка, в одном плоде от 1200 до 2300 семян; вес 1000 семян 0,15 грамм. Семена крылатки.

## Ареал
Естественно произрастает в провинциях Китая: Аньхой, Ганьсу, Ляонин, Сычуань, Хубэй, Хунань, Хэбэй, Хэнань, Цзянси, Цзянсу, Шаньдун, Шаньси и Шэньси. Точный естественный ареал неизвестен из-за обширного культивирования.
Культивируется в Северной Америке, Европе, Японии и Корее. В России Культивируется на Черноморском побережье и на Кавказе встречается в Ессентуках, Кисловодске, Краснодаре, Майкопе, Калининграде, Нальчике и Пятигорске, иногда подмерзает; Всюду цветёт и плодоносит. В странах бывшего СССР в Украине (Одесса, Прикарпатье и Закарпатье), в Абхазии, Азербайджане, Грузии (Тбилиси, Цинандали, Черноморское побережье Грузии), в Средней Азии в Ташкенте и Бухаре.
Филипп Франц фон Зибольд находясь в Японии собрал семена этого растения и в составе Голландской Ост-Индской компании привёз их на территорию Европы в Нидерланды..
В России Павловния войлочная впервые появилась весною 1846 г, маленькое деревцо посадили в Крыму на территории Никитского ботанического сада, в сырой и тучный грунт; в четыре года павловния войлочная стала большим деревом, у которого годовые побеги достигали метровой и даже полутораметровой длины; в 1850 году на дереве появились первые цветы, после чего рост его немного замедлился. Впоследствии растение цвело и плодоносило каждый год в изобилии.

## Применение
Ценное садово-парковое дерево. Особенно эффектна весною, когда цветёт в начале распускания листьев, одеваясь большим количеством крупных голубовато-фиолетовых соцветий и крупной листвой; крайне красива и в плодах. Пригодна для широкой культуры как аллейное дерево и для одиночных посадок, там где это позволяет климат.
Является техническим растением. Её семена содержат масло, используемое в Японии для технических целей (для промасливания некоторых сортов бумаги и для примешивания к японскому лаку). Древесина красивая — похожа по окраске и рисунку на древесину ореха, цвет древесины варьирует от серебристо-серого до светло-коричневого, иногда с красноватым оттенком. Это очень лёгкая порода, мягкая, но весьма прочная и устойчивая против сырости и гниения. Плотность древесины в сухом состоянии около 320 кг/м³. Древесина высоко ценится в Японии как исходный материал для широкого ассортимента продукции — от краснодеревных изделий и облицовки для выдвижных мебельных ящиков до музыкальных инструментов, деревянных башмаков и поплавков рыболовных сетей. Древесина павловнии применяется также для выработки сверхтонкого шпона, который нередко накладывается на бумагу для изготовления визитных карточек. Для этой цели особенно подходит древесина серебристо-серой окраски.
Применяется для изготовления оснований ракеток настольного тенниса.

### Культивирование
Теплолюбивый и светолюбивый вид. В молодом возрасте выносит затенение.
К почвам малотребовательна, может расти на сухих почвах содержащих до 2 % извести, но на сухих почвах растёт плохо. Наилучшего развития достигает на глубокой, плодородной, умеренно влажной почве. Страдает от сильных ветров, из-за ломкости древесины. В благоприятных условиях произрастания отличается быстрым ростом, в 10 лет деревья достигают в высоту 15-20 м при диаметре ствола 30-40 см. Легко развивает порослевые побеги от пня, вырастающие за год до 2-3 и даже до 4 м высотой. В пору плодоношения вступает в 4-5-летнем возрасте. Размножается корневыми отпрысками и семенами. Семена через полгода теряют всхожесть, поэтому их собирают в январе-феврале (с нераскрывшимися коробочками) и посев производят весной, лучше под стекло в ящики, всходы пикируют на гряды (с притенением и поливом), а в однолетнем возрасте пересаживают в питомник. В 2-летнем возрасте саженцы готовы к высадке на постоянное место. Можно размножать корневыми и зелёными черенками; молодые, распускающиеся листочки по достижении ими длины 2,5-3 см срезают с черешком и укореняют в песке под стеклом. В холодные зимы в Киеве обмерзает до корневой шейки. В условиях Москвы и Подмосковья также обычно зимой отмерзает до корня, хотя теплые зимы с околонулевой температурой ствол может и переживать, чему примером экземпляр павловнии на площади Цезаря Куникова, вырастающий за лето выше человеческого роста, до 3 м в высоту. В порослевой культуре в качестве оригинального многолетника с декоративной листвой может культивироваться и севернее — до Санкт-Петербурга. Довольно морозостойка, взрослые экземпляры с одревесневшими побегами выдерживают кратковременные морозы до −25 −28.

## Классификация
По информации базы данных The Plant List (2013), содержит один подвид:
- Paulownia tomentosa var. tsinlingensis (Pai (Bai)) T. Gong

### Синонимы
По информации базы данных The Plant List (2013), в синонимику вида входят следующие названия:
- Bignonia tomentosa Thunb.
- Paulownia grandifolia hort. ex Wettst.
- Paulownia imperialis Siebold & Zucc.
- Paulownia imperialis var. lanata Dode
- Paulownia lilacina Sprague
- Paulownia recurva Rehder
- Paulownia tomentosa var. japonica Elwes
- Paulownia tomentosa var. lanata (Dode) C.K.Schneid.
- Paulownia tomentosa var. tomentosa

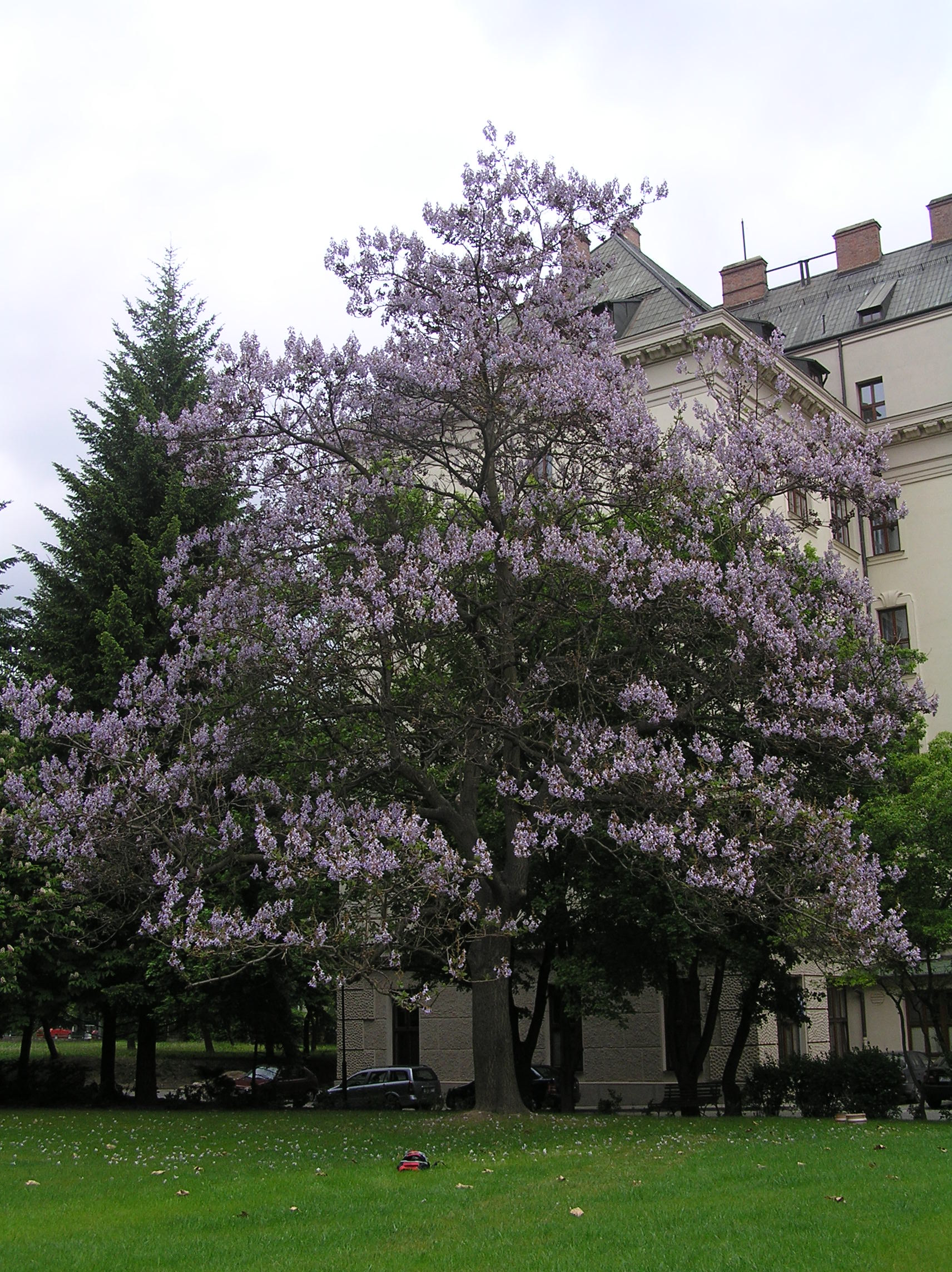
Общий вид дерева
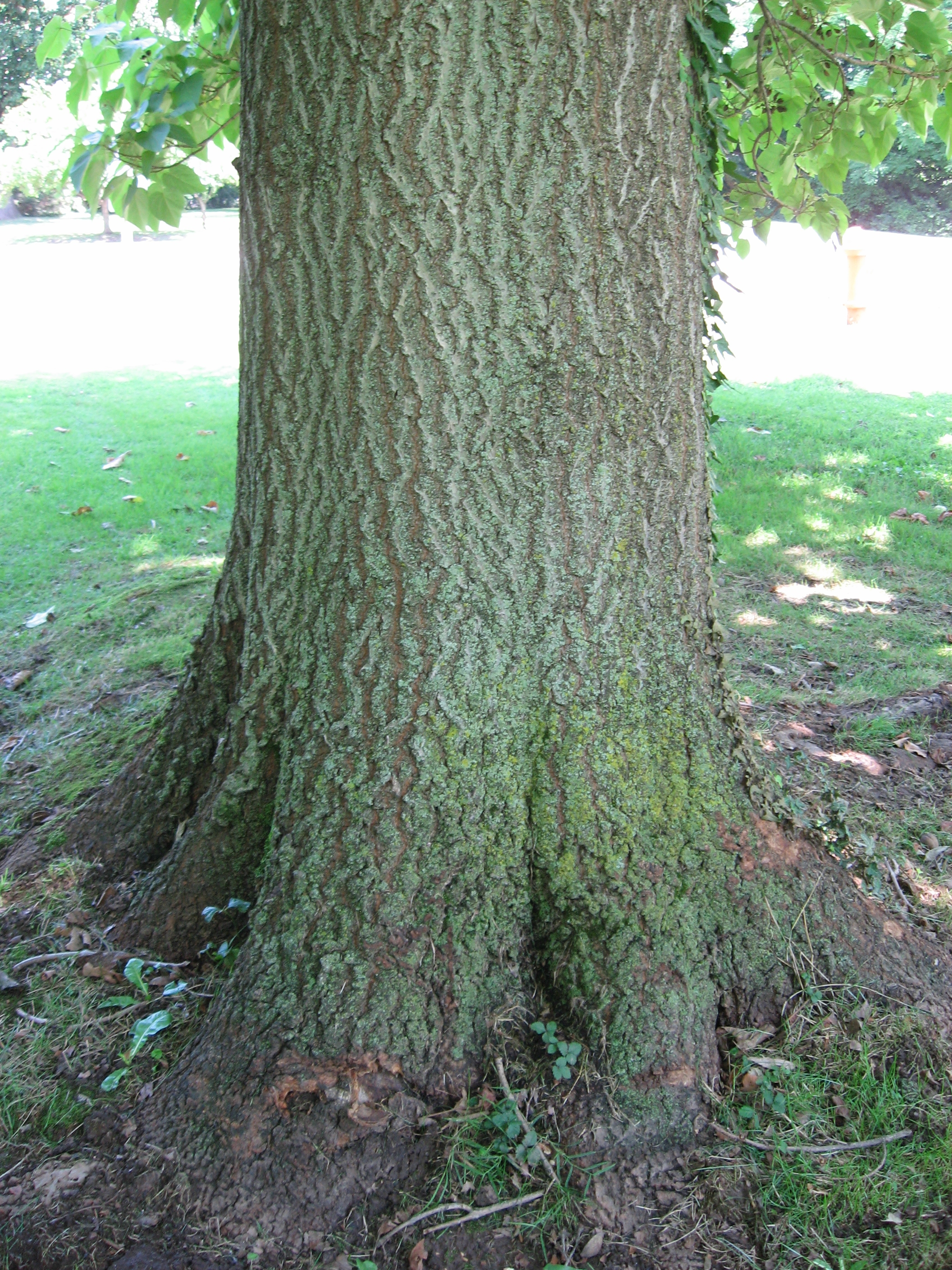
Ствол
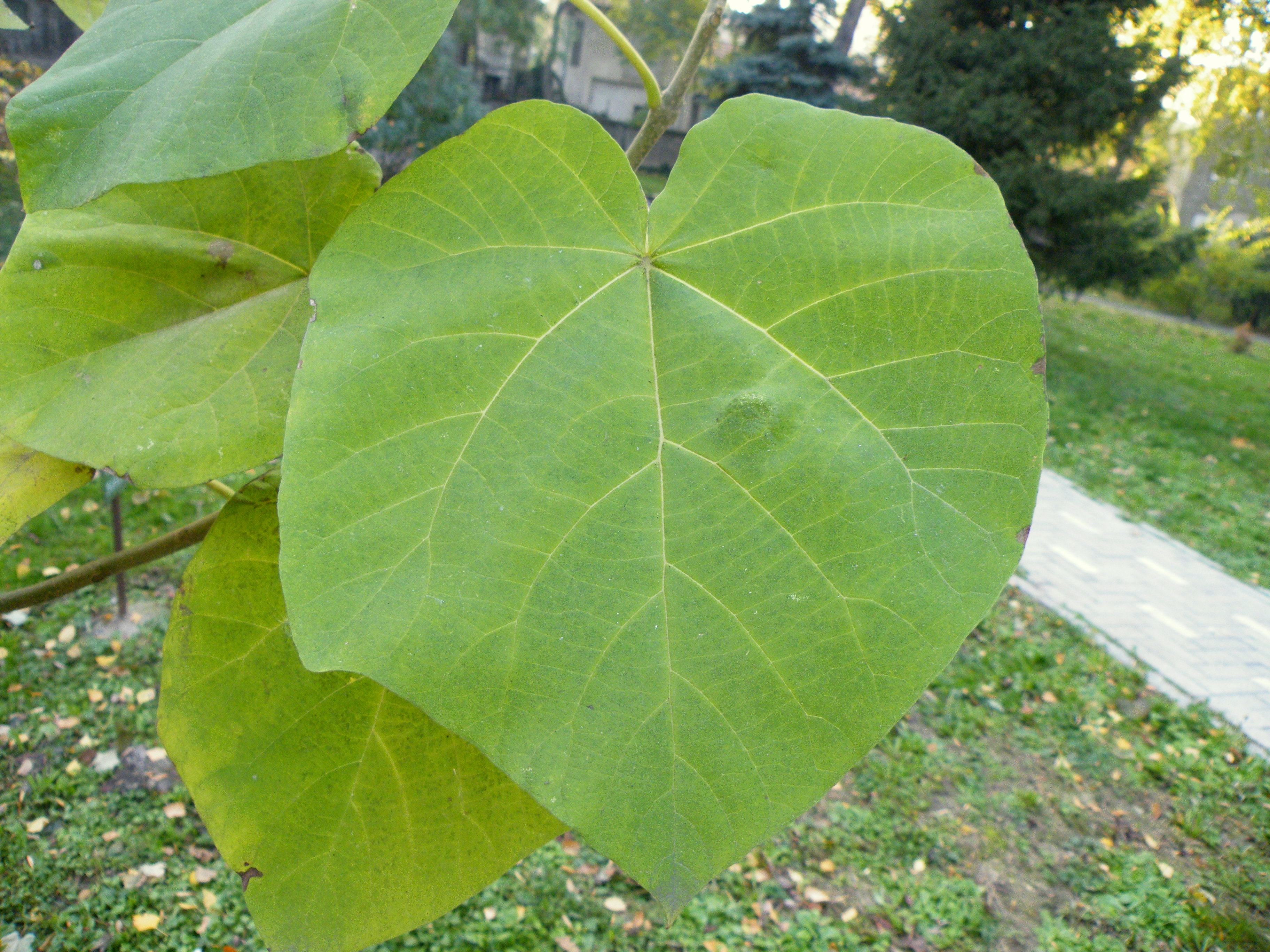
Лист
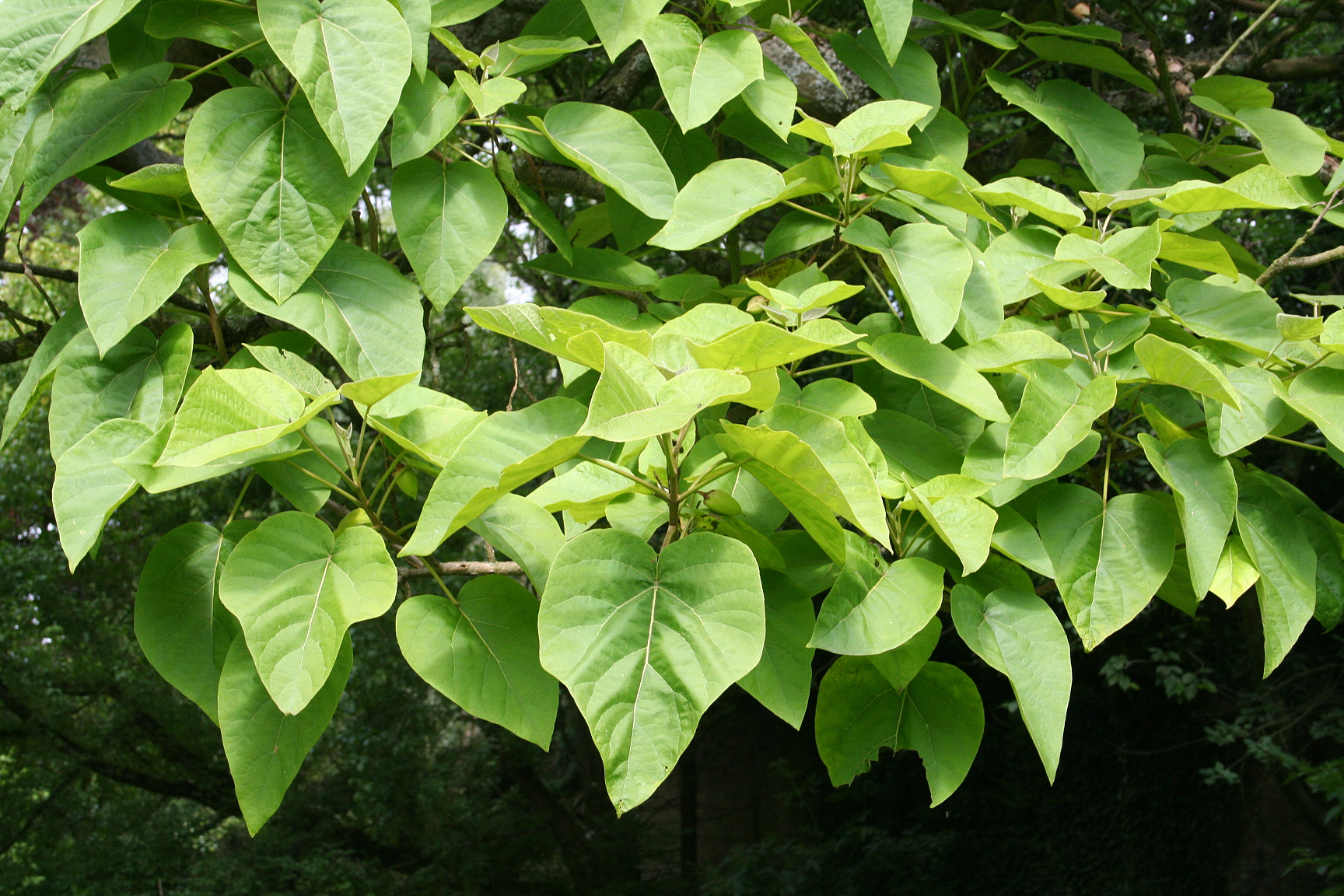
Листья
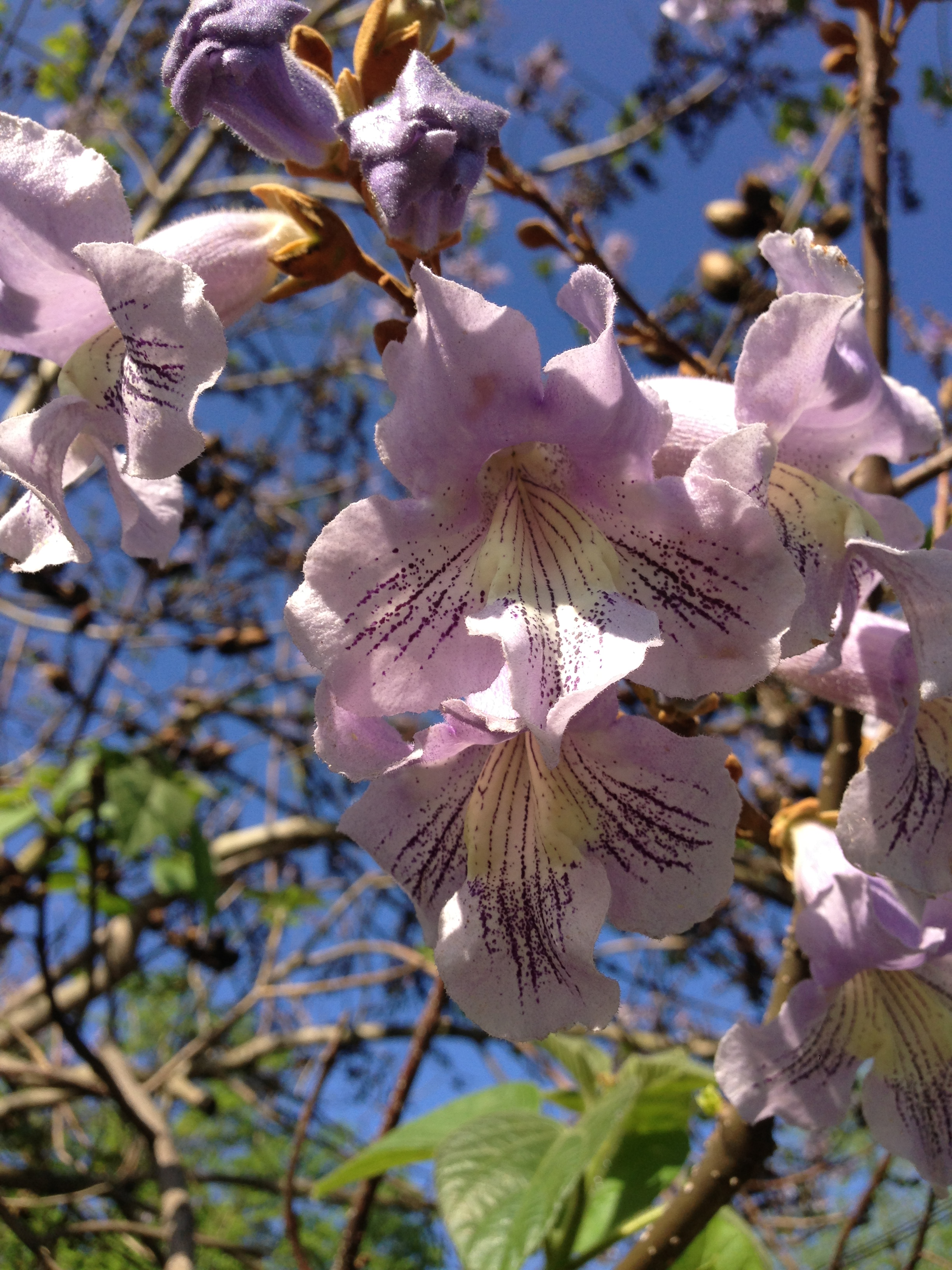
Соцветие
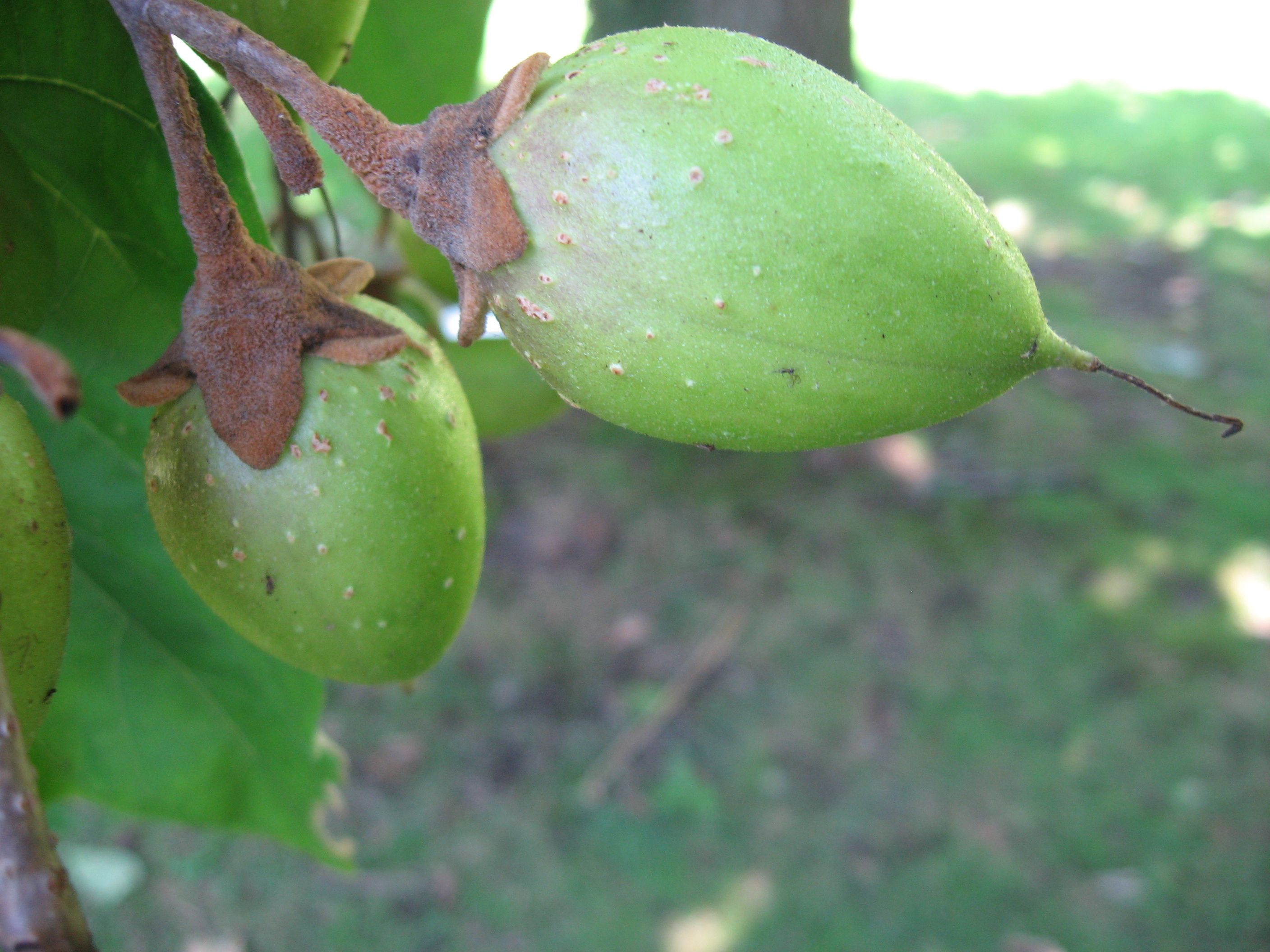
Незрелые плоды
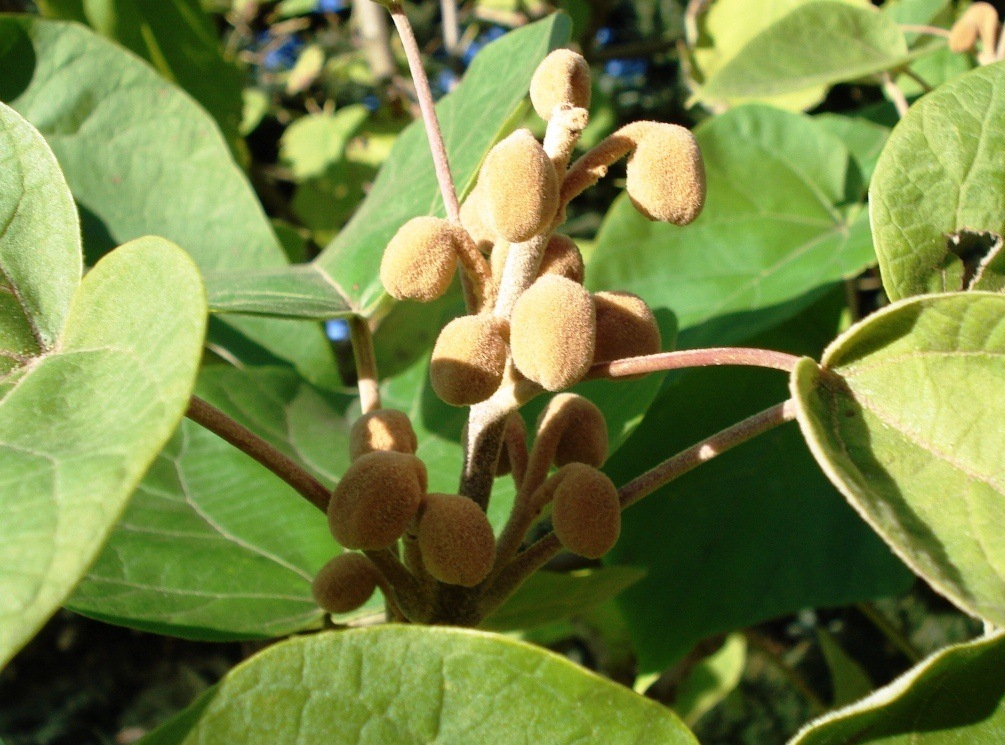
Цветочные почки
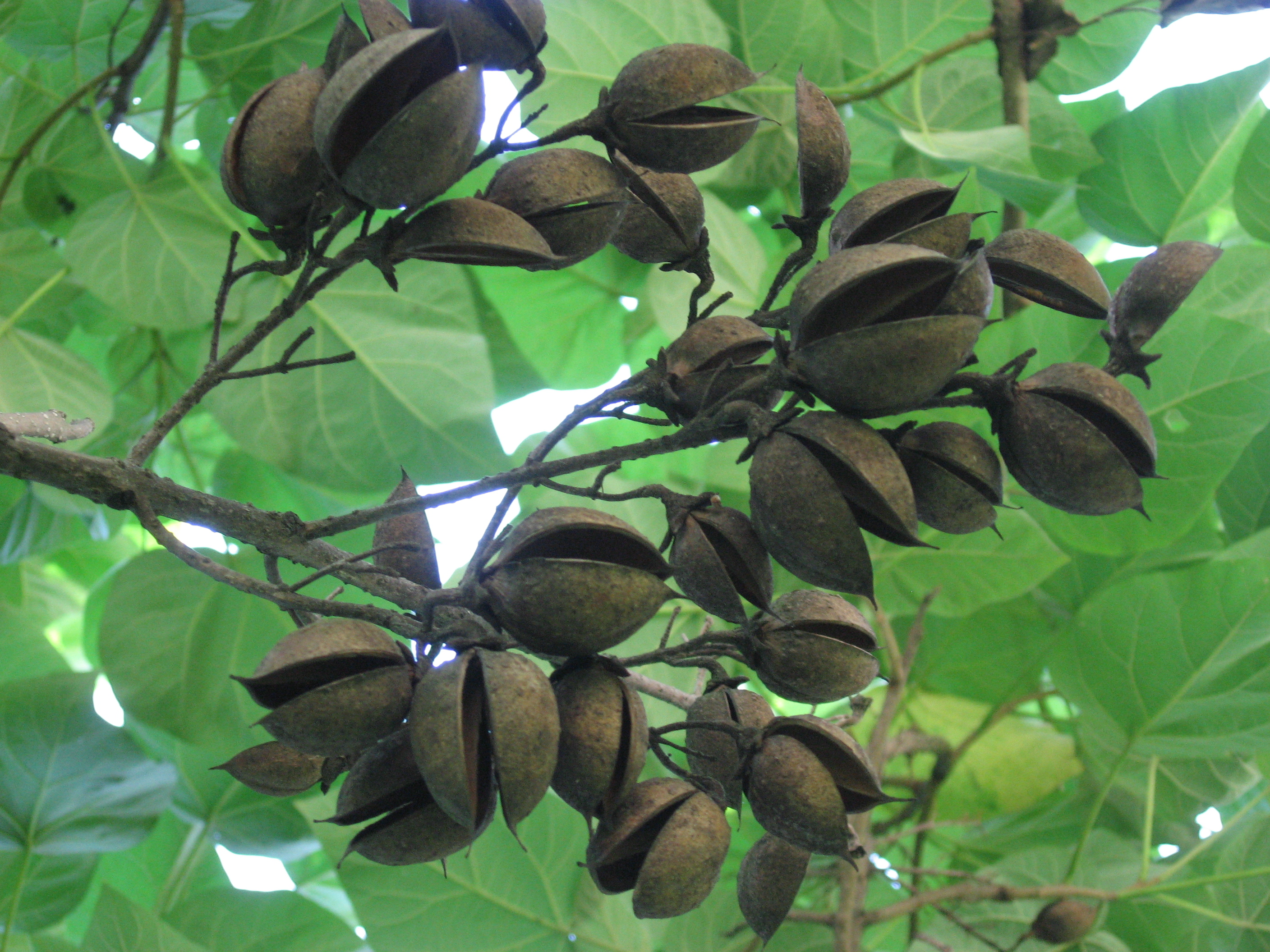
Прошлогодние плоды